# 古力由不洞
古力由不洞是明朝《郑和航海图》十七的一个岛屿上标明的地名，在龙牙交椅之西。向达教授注曰，古力由不洞或谓即Butang Islands,  古力是占城语“岛”（kulao）的对音。 英国学者J.V.G.Mills 也认为古力由不洞指马来半岛西海岸的Pulao Butang Island, 李万权，朱鉴秋也认为古力由不洞是马来半岛西岸的Butang Group，即布坦群岛。